# Vänerskolan

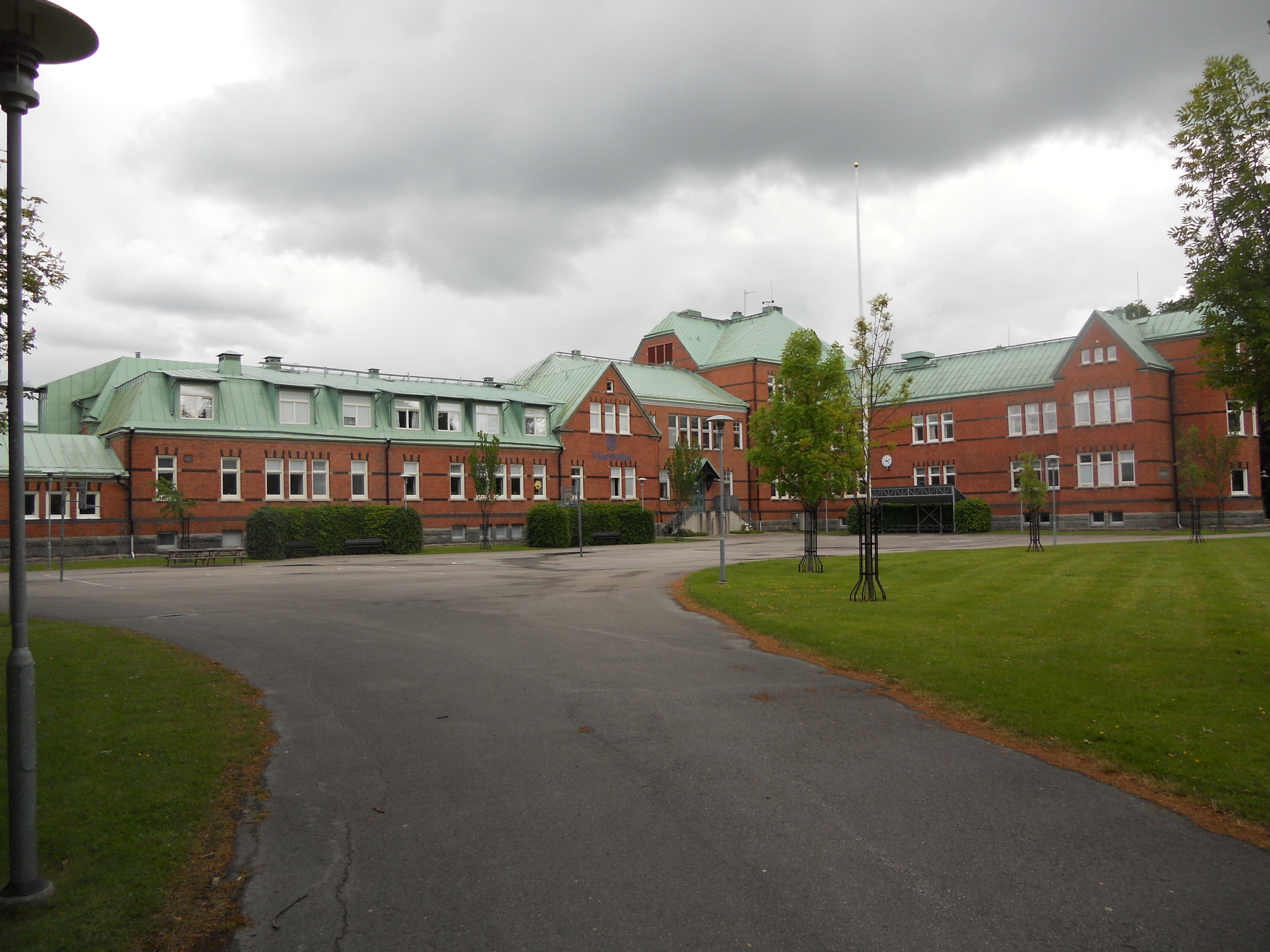
Vänerskolan.

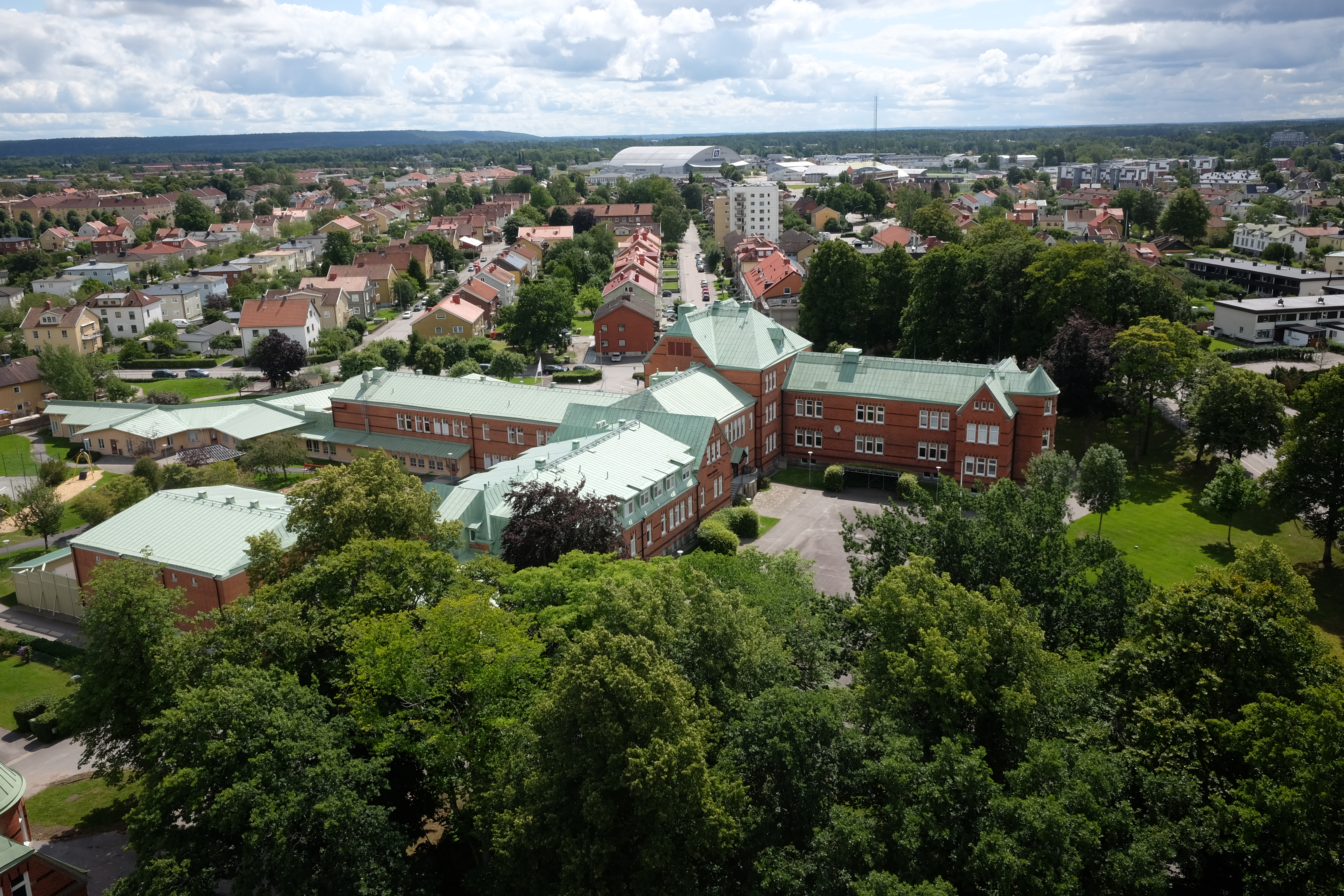
Vänerskolan från ovan.

Vänerskolan är en av fem statliga regionala specialskolor och ligger i Vänersborg. De regionala skolorna vänder sig till barn och ungdomar med hörselnedsättning och har därför en tvåspråkig inriktning (teckenspråk och svenska) samt lägger stor vikt vid akustisk miljö och funktionell hörteknik. Förskolan ligger i anslutning med Vänerskolan, där går små barn från 2–6 år. Det finns också fritidsverksamhet för äldre döva barn.

## Historik
Skolans verksamhet startade den 16 april 1877 och hade då tio elever. Till att börja med höll man till i flera olika lokaler, men flyttade 1896 in i en ny skolbyggnad i närheten av dagens lokaler. Byggnaderna ritades av arkitekterna Eugen Thorburn och K Johansson Den har haft flera namn under åren, och fick det nuvarande 1965.